# Medaliści mistrzostw Polski seniorów w skoku o tyczce
Medaliści mistrzostw Polski seniorów w skoku o tyczce – zdobywcy medali seniorskich mistrzostw Polski w konkurencji skoku o tyczce.
Skok o tyczce jest rozgrywany na mistrzostwach kraju od ich pierwszej edycji, która miała miejsce w lipcu 1920 roku we Lwowie. Pierwszym w historii mistrzem Polski został zawodnik Pogoni Lwów Kazimierz Cybulski, który uzyskał wynik 3,21 m. Uzyskany przez niego wynik był lepszy od ustalonego przez Polski Związek Lekkiej Atletyki minimum uprawniającego do startu w igrzyskach olimpijskich w Antwerpii, w związku z czym Cybulski został uznany mistrzem kraju (tytuł ten przyznawano wówczas tylko zawodnikom, którzy osiągnęli wyniki lepsze od minimum olimpijskiego).
W 1922 skok o tyczce nie znalazł się w programie mistrzostw, które odbyły się w Warszawie.
Najbardziej utytułowanym zawodnikiem wśród startujących w mistrzostwach Polski jest Stefan Adamczak, który zdobył dziewięć złotych i dwa srebrne medale krajowego czempionatu. Więcej medali (trzynaście), ale tylko pięć złotych, zdobył Tadeusz Ślusarski. 
Aktualny rekord mistrzostw Polski seniorów w skoku o tyczce wynosi 5,85 m i został ustanowiony przez Piotra Liska podczas mistrzostw w 2017 w Białymstoku.

## Medaliści
| NR – rekord kraju \| PB – rekord życiowy \| SB – najlepszy wynik w sezonie \| NL – najlepszy wynik w polskich tabelach w sezonie |

| Mistrzostwa              | 1. miejsce                                                                               | Rezultat         | 2. miejsce                                                         | Rezultat | 3. miejsce                                                                                            | Rezultat |
| Lwów 1920                | Kazimierz Cybulski Pogoń Lwów                                                            | 3,21 NL          | Leszek Pawłowski Czarni Lwów                                       | 3,10     | Wacław Kuchar Pogoń Lwów                                                                              |          |
| Lwów 1921                | Stefan Adamczak CWSGiS Poznań Kazimierz Cybulski Pogoń Lwów Leszek Pawłowski Czarni Lwów | 3,00             |                                                                    |          | |          |
| 1922                     | nie rozgrywano                                                                           |                  |                                                                    |          | |          |
| Warszawa 1923            | Stefan Adamczak Pentatlon Poznań                                                         | 3,20             | Kazimierz Cybulski Pogoń Lwów                                      | 3,10     | Henryk Konarzewski Szkoła Rolnicza Sobieszyn                                                          | 2,90     |
| Warszawa 1924            | Stefan Adamczak Pentatlon Poznań                                                         | 3,27             | Antoni Rzepka AZS Lwów                                             | 3,17     | Stefan Majtkowski Sokół Bydgoszcz                                                                     | 3,17     |
| Kraków 1925              | Stefan Adamczak AZS Poznań                                                               | 3,435 NR         | Antoni Rzepka AZS Lwów                                             | 3,33     | Stefan Majtkowski Sokół Bydgoszcz                                                                     | 3,27     |
| Warszawa 1926            | Antoni Rzepka AZS Warszawa                                                               | 3,52 NL          | Stefan Adamczak AZS Poznań                                         | 3,35     | Stefan Majtkowski Sokół Bydgoszcz                                                                     | 3,20     |
| Warszawa 1927            | Stefan Adamczak AZS Warszawa                                                             | 3,50             | Antoni Rzepka AZS Warszawa                                         | 3,50     | Jan Wieczorek 3 psap Wilno                                                                            | 3,40     |
| Warszawa 1928            | Stefan Adamczak AZS Warszawa                                                             | 3,54             | Jan Wieczorek 3 psap Wilno                                         | 3,49     | Stefan Majtkowski Sokół Bydgoszcz                                                                     | 3,38     |
| Poznań 1929              | Stefan Adamczak AZS Warszawa                                                             | 3,64 NR          | Jan Wieczorek 3 psap Wilno                                         | 3,45     | Wacław Rusecki Polonia Warszawa                                                                       | 3,40     |
| Warszawa 1930            | Stefan Adamczak AZS Warszawa                                                             | 3,60             | Stefan Majtkowski Sokół Bydgoszcz                                  | 3,60     | Józef Lichtblau Sokół-Macierz Lwów                                                                    | 3,50     |
| Królewska Huta 1931      | Stefan Adamczak AZS Poznań                                                               | 3,60             | Stefan Majtkowski Sokół Bydgoszcz                                  | 3,50     | Stanisław Zakrzewski AZS Poznań                                                                       | 3,40     |
| Warszawa 1932            | Juliusz Kluk Sokół-Macierz Lwów                                                          | 3,60             | Stefan Adamczak Warta Poznań                                       | 3,50     | Stefan Majtkowski Sokół Bydgoszcz                                                                     | 3,40     |
| Bydgoszcz 1933           | Juliusz Kluk Legia Warszawa                                                              | 3,83             | Wilhelm Schneider Pogoń Katowice                                   | 3,73     | Jerzy Pławczyk AZS Warszawa                                                                           | 1,65     |
| Poznań 1934              | Wilhelm Schneider Pogoń Katowice                                                         | 3,70             | Juliusz Kluk Legia Warszawa                                        | 3,70     | Antoni Morończyk LSokół-Macierz Lwów                                                                  | 3,70     |
| Białystok 1935           | Antoni Morończyk LSokół-Macierz Lwów                                                     | 3,91             | Wilhelm Schneider Pogoń Katowice                                   | 3,81     | Stanisław Zakrzewski Polonia Bydgoszcz                                                                | 3,71     |
| Wilno 1936               | Władysław Klemczak AZS Poznań                                                            | 3,90             | Antoni Morończyk Warszawianka                                      | 3,80     | Stanisław Zakrzewski Polonia Bydgoszcz                                                                | 3,40     |
| Chorzów 1937             | Wilhelm Schneider Pogoń Katowice                                                         | 4,01             | Walerian Mucha Sokół Czeladź                                       | 3,70     | Władysław Klemczak AZS Poznań                                                                         | 3,70     |
| Warszawa 1938            | Wilhelm Schneider Pogoń Katowice                                                         | 4,00             | Walerian Mucha Sokół Czeladź                                       | 3,90     | Władysław Klemczak AZS Poznań                                                                         | 3,80     |
| Poznań 1939              | Wilhelm Schneider Pogoń Katowice                                                         | 3,90             | Walerian Mucha Sokół Czeladź                                       | 3,60     | Henryk Roman AZS Poznań                                                                               | 3,50     |
| 1940-1944                | nie rozgrywano                                                                           |                  |                                                                    |          | |          |
| Łódź 1945                | Ryszard Groman Jagiellonia Białystok                                                     | 3,50             | Antoni Morończyk AZS Kraków                                        | 3,50     | Walerian Mucha RKS Czeladź                                                                            | 3,30     |
| Kraków 1946              | Antoni Morończyk AZS Kraków                                                              | 3,80 NL          | Ryszard Groman PKS Białystok                                       | 3,70     | Stanisław Borodziuk PKS Białystok                                                                     | 3,60     |
| Warszawa 1947            | Antoni Morończyk AZS Kraków                                                              | 3,60             | Marian Małecki Pafawag Wrocław                                     | 3,50     | Herbert Szendzielorz Lignoza Krywałd                                                                  | 2,40     |
| Poznań 1948              | Antoni Morończyk Syrena Warszawa                                                         | 3,70             | Walerian Mucha Brynica Czeladź                                     | 3,50     | Marian Małecki Społem Wrocław                                                                         | 3,50     |
| Gdańsk 1949              | Antoni Morończyk Ogniwo Warszawa                                                         | 3,86 NL          | Marian Małecki Społem Wrocław                                      | 3,50     | Andrzej Krzesiński Spójnia Gdańsk                                                                     | 3,50     |
| Kraków 1950              | Antoni Morończyk Ogniwo Warszawa                                                         | 3,70             | Andrzej Krzesiński Spójnia Gdańsk                                  | 3,70     | Ryszard Groman Ogniwo Białystok                                                                       | 3,50     |
| Warszawa 1951            | Zenon Ważny Ogniwo Warszawa                                                              | 4,00             | Edward Adamczyk OWKS Wrocław                                       | 4,00     | Marian Małecki Gwardia Wrocław                                                                        | 3,80     |
| Wrocław 1952             | Zenon Ważny Ogniwo Warszawa                                                              | 4,00             | Andrzej Krzesiński Spójnia Gdańsk                                  | 3,80     | Zbigniew Janiszewski OWKS Kraków                                                                      | 3,80     |
| Warszawa 1953            | Zbigniew Janiszewski OWKS Kraków                                                         | 4,15             | Bogdan Szelągowicz AZS Poznań                                      | 3,80     | Jan Wojciechowski OWKS Wrocław                                                                        | 3,70     |
| Warszawa 1954            | Edward Adamczyk Gwardia Wrocław                                                          | 4,20             | Zenon Ważny AZS Warszawa                                           | 4,10     | Zbigniew Janiszewski Kolejarz Kraków                                                                  | 4,10     |
| Łódź 1955                | Zbigniew Janiszewski Kolejarz Kraków                                                     | 4,20             | Edward Adamczyk Gwardia Wrocław                                    | 4,20     | Andrzej Krzesiński Spójnia Gdańsk                                                                     | 4,00     |
| Zabrze 1956              | Zenon Ważny AZS Warszawa                                                                 | 4,45             | Andrzej Krzesiński Spójnia Gdańsk                                  | 4,30     | Edward Adamczyk Gwardia Wrocław                                                                       | 4,20     |
| Poznań 1957              | Zbigniew Janiszewski Olsza Kraków                                                        | 4,40             | Zenon Ważny AZS Warszawa                                           | 4,40     | Andrzej Krzesiński LKS Sopot                                                                          | 4,20     |
| Bydgoszcz 1958           | Zenon Ważny AZS Warszawa                                                                 | 4,31             | Andrzej Krzesiński LKS Sopot                                       | 4,31     | Zbigniew Janiszewski Olsza Kraków                                                                     | 4,31     |
| Gdańsk 1959              | Andrzej Krzesiński LKS Sopot                                                             | 4,40             | Zbigniew Janiszewski Olsza Kraków                                  | 4,30     | Janusz Gronowski Gwardia Wrocław                                                                      | 4,30     |
| Olsztyn 1960             | Janusz Gronowski Gwardia Warszawa                                                        | 4,45             | Andrzej Krzesiński Spójnia Gdańsk                                  | 4,45     | Zbigniew Janiszewski Olsza Kraków                                                                     | 4,30     |
| Nowa Huta 1961           | Janusz Gronowski Gwardia Warszawa                                                        | 4,30             | Jerzy Miazga AZS Warszawa                                          | 4,20     | Jerzy Zaglaniczny Lechia Gdańsk                                                                       | 4,20     |
| Warszawa 1962            | Janusz Gronowski Gwardia Warszawa                                                        | 4,50             | Andrzej Krzesiński Spójnia Gdańsk                                  | 4,30     | Bogdan Byner Zawisza Bydgoszcz                                                                        | 4,30     |
| Bydgoszcz 1963           | Włodzimierz Sokołowski Lotnik Warszawa                                                   | 4,65             | Ryszard Kester Spójnia Gdańsk                                      | 4,40     | Janusz Gronowski Gwardia Warszawa                                                                     | 4,30     |
| Warszawa 1964            | Włodzimierz Sokołowski Lotnik Warszawa                                                   | 4,70             | Włodzimierz Osiński AZS Poznań                                     | 4,70     | Ryszard Kester Spójnia Gdańsk                                                                         | 4,60     |
| Szczecin 1965            | Włodzimierz Sokołowski Lotnik Warszawa                                                   | 4,65             | Eugeniusz Miklas Spójnia Gdańsk                                    | 4,50     | Andrzej Ptak Wisła Kraków                                                                             | 4,30     |
| Poznań 1966              | Włodzimierz Sokołowski Lotnik Warszawa                                                   | 4,80             | Waldemar Węcek Śląsk Wrocław                                       | 4,60     | Ryszard Tomaszewski Legia Warszawa                                                                    | 4,60     |
| Chorzów 1967             | Waldemar Węcek Śląsk Wrocław                                                             | 4,80             | Krzysztof Piątkowski Polonia Warszawa                              | 4,70     | Bogdan Markowski Górnik Zabrze                                                                        | 4,70     |
| Zielona Góra 1968        | Leszek Butscher Legia Warszawa                                                           | 4,80             | Włodzimierz Sokołowski Legia Warszawa Waldemar Węcek Śląsk Wrocław | 4,80     | |          |
| Kraków 1969              | Sławomir Nowak Gwardia Warszawa                                                          | 4,80             | Włodzimierz Sokołowski Legia Warszawa                              | 4,80     | Bogdan Markowski Górnik Zabrze Krzysztof Piątkowski Polonia Warszawa                                  | 4,60     |
| Warszawa 1970            | Wojciech Buciarski Skra Warszawa                                                         | 4,90             | Zygmunt Dobrosz AZS Wrocław                                        | 4,90     | Włodzimierz Osiński AZS Poznań                                                                        | 4,80     |
| Warszawa 1971            | Włodzimierz Sokołowski Legia Warszawa                                                    | 5,00             | Tadeusz Olszewski Legia Warszawa                                   | 4,90     | Edward Kozakiewicz Bałtyk Gdynia Romuald Murawski Budowlani Bydgoszcz Tadeusz Ślusarski Skra Warszawa | 4,70     |
| Warszawa 1972            | Tadeusz Ślusarski Skra Warszawa                                                          | 5,30 NR          | Wojciech Buciarski Skra Warszawa                                   | 5,20     | Tadeusz Olszewski Legia Warszawa                                                                      | 5,10     |
| Warszawa 1973            | Władysław Kozakiewicz Bałtyk Gdynia                                                      | 5,32             | Tadeusz Ślusarski Skra Warszawa                                    | 5,32     | Paweł Iwiński Budowlani Bydgoszcz Tadeusz Olszewski Legia Warszawa                                    | 5,20     |
| Warszawa 1974            | Tadeusz Ślusarski Skra Warszawa                                                          | 5,40             | Wojciech Buciarski Legia Warszawa                                  | 5,35     | Władysław Kozakiewicz Bałtyk Gdynia                                                                   | 5,30     |
| Bydgoszcz 1975           | Tadeusz Ślusarski Górnik Zabrze                                                          | 5,30             | Wojciech Buciarski Legia Warszawa                                  | 5,25     | Władysław Kozakiewicz Bałtyk Gdynia                                                                   | 5,15     |
| Bydgoszcz 1976           | Władysław Kozakiewicz Bałtyk Gdynia                                                      | 5,50             | Mariusz Klimczyk Zawisza Bydgoszcz                                 | 5,40     | Wiesław Szkolnicki Bałtyk Gdynia                                                                      | 5,30     |
| Bydgoszcz 1977           | Władysław Kozakiewicz Bałtyk Gdynia                                                      | 5,55             | Tadeusz Ślusarski Skra Warszawa                                    | 5,45     | Mariusz Klimczyk Zawisza Bydgoszcz                                                                    | 5,45     |
| Warszawa 1978            | Władysław Kozakiewicz Bałtyk Gdynia                                                      | 5,55             | Tadeusz Ślusarski Skra Warszawa                                    | 5,40     | Mariusz Klimczyk Zawisza Bydgoszcz                                                                    | 5,35     |
| Poznań 1979              | Władysław Kozakiewicz Bałtyk Gdynia                                                      | 5,40             | Tadeusz Ślusarski Skra Warszawa                                    | 5,40     | Mariusz Klimczyk Zawisza Bydgoszcz                                                                    | 5,35     |
| Łódź 1980                | Zbigniew Matyka Lechia Gdańsk                                                            | 5,25             | Marian Kolasa Bałtyk Gdynia                                        | 5,15     | Wojciech Głuchowski Flota Gdynia                                                                      | 5,15     |
| Zabrze 1981              | Władysław Kozakiewicz Bałtyk Gdynia                                                      | 5,62             | Tadeusz Ślusarski Skra Warszawa                                    | 5,55     | Mariusz Klimczyk Zawisza Bydgoszcz                                                                    | 5,50     |
| Lublin 1982              | Tadeusz Ślusarski Skra Warszawa                                                          | 5,30             | Zbigniew Radzikowski Lechia Gdańsk                                 | 5,15     | Marian Kolasa Bałtyk Gdynia                                                                           | 5,00     |
| Bydgoszcz 1983           | Tadeusz Ślusarski Skra Warszawa                                                          | 5,65             | Marian Kolasa Bałtyk Gdynia                                        | 5,50     | Zbigniew Radzikowski Legia Warszawa                                                                   | 5,30     |
| Lublin 1984              | Władysław Kozakiewicz Bałtyk Gdynia                                                      | 5,65             | Marian Kolasa Bałtyk Gdynia                                        | 5,50     | Tadeusz Ślusarski Skra Warszawa                                                                       | 5,50     |
| Bydgoszcz 1985           | Marian Kolasa Bałtyk Gdynia                                                              | 5,50             | Mirosław Chmara Zawisza Bydgoszcz                                  | 5,40     | Ryszard Kolasa Bałtyk Gdynia                                                                          | 5,30     |
| Grudziądz 1986           | Mariusz Klimczyk Zawisza Bydgoszcz                                                       | 5,40             | Marian Kolasa Bałtyk Gdynia                                        | 5,40     | Tadeusz Ślusarski Skra Warszawa                                                                       | 5,20     |
| Poznań 1987              | Marian Kolasa Bałtyk Gdynia                                                              | 5,70             | Mirosław Chmara Zawisza Bydgoszcz                                  | 5,60     | Wojciech Dakiniewicz Zawisza Bydgoszcz                                                                | 5,30     |
| Grudziądz 1988           | Ryszard Kolasa Bałtyk Gdynia                                                             | 5,30             | Wojciech Dakiniewicz Zawisza Bydgoszcz                             | 5,20     | Piotr Cesarek Legia Warszawa                                                                          | 5,00     |
| Kraków 1989              | Ryszard Kolasa Bałtyk Gdynia                                                             | 5,00             | Radosław Topolewski Lechia Gdańsk                                  | 4,90     | Zbigniew Kępka Bałtyk Gdynia                                                                          | 4,80     |
| Piła 1990                | Mirosław Chmara Zawisza Bydgoszcz                                                        | 5,30             | Bogusław Kopkowski Zawisza Bydgoszcz                               | 5,00     | Mateusz Brzostek Legia Warszawa                                                                       | 4,90     |
| Kielce 1991              | Mirosław Chmara Zawisza Bydgoszcz                                                        | 5,60 NL          | Piotr Wejman Lechia Gdańsk                                         | 5,10     | Andrzej Gawenda Orzeł Warszawa                                                                        | 5,00     |
| Warszawa 1992            | Mirosław Chmara Zawisza Bydgoszcz                                                        | 5,40 NL          | Bogusław Kopkowski Zawisza Bydgoszcz                               | 5,30     | Ryszard Kolasa Bałtyk Gdynia                                                                          | 5,20     |
| Kielce 1993              | Bogusław Kopkowski Zawisza Bydgoszcz                                                     | 5,20             | Krzysztof Kusiak Lechia Gdańsk                                     | 5,10     | Mateusz Brzostek Legia Warszawa                                                                       | 5,10     |
| Piła 1994                | Krzysztof Kusiak Lechia Gdańsk                                                           | 5,20             | Andrzej Gawenda Orzeł Warszawa                                     | 5,10     | Mateusz Brzostek Legia Warszawa                                                                       | 5,10     |
| Warszawa 1995            | Adam Kolasa Bałtyk Gdynia                                                                | 5,20             | Andrzej Gawenda Orzeł Warszawa                                     | 5,10     | Tomasz Leszczyński Zawisza Bydgoszcz                                                                  | 5,00     |
| Piła 1996                | Adam Kolasa Bałtyk Gdynia                                                                | 5,30             | Krzysztof Kusiak Lechia Gdańsk                                     | 5,20     | Przemysław Gurin OSiR Gdańsk                                                                          | 5,10     |
| Bydgoszcz 1997           | Krzysztof Kusiak Lechia Gdańsk                                                           | 5,20             | Adam Kolasa Konradia Gdańsk                                        | 5,20     | Sebastian Chmara Zawisza Bydgoszcz                                                                    | 5,10     |
| Wrocław 1998             | Krzysztof Kusiak Lechia Gdańsk                                                           | 5,61             | Przemysław Gurin AZS-AWF Gdańsk                                    | 5,30     | Jakub Szymczak AZS-AWF Gdańsk                                                                         | 5,20     |
| Kraków 1999              | Przemysław Gurin AZS-AWF Gdańsk                                                          | 5,00             | Krzysztof Kusiak Lechia Gdańsk                                     | 5,00     | Jakub Szymczak AZS-AWF Gdańsk                                                                         | 4,70     |
| Kraków 2000              | Krzysztof Kusiak Lechia Gdańsk                                                           | 5,40             | Adam Kolasa Lechia Gdańsk                                          | 5,40     | Rafał Erdmański Zawisza Bydgoszcz                                                                     | 5,20     |
| Bydgoszcz 2001           | Adam Kolasa Lechia Gdańsk                                                                | 5,60             | Przemysław Czerwiński Gwardia Piła                                 | 5,20     | Piotr Masłowski Zawisza Bydgoszcz                                                                     | 5,10     |
| Szczecin 2002            | Paweł Szczyrba Skra Warszawa                                                             | 5,25             | Tomasz Pieńkowski Sprint Bielsko-Biała                             | 5,00     | Jacek Włuka AZS-AWF Gdańsk                                                                            | 4,90     |
| Bielsko-Biała 2003       | Adam Kolasa KL Gdynia                                                                    | 5,60             | Przemysław Czerwiński Gwardia Piła                                 | 5,30     | Daniel Nowocin Skra Warszawa                                                                          | 5,00     |
| Bydgoszcz 2004           | Adam Kolasa KL Gdynia                                                                    | 5,55             | Przemysław Czerwiński Gwardia Piła                                 | 5,40     | Jacek Włuka AZS-AWFiS Gdańsk                                                                          | 5,00     |
| Biała Podlaska 2005      | Adam Kolasa KL Gdynia                                                                    | 5,60             | Przemysław Czerwiński MKL Szczecin                                 | 5,55     | Krzysztof Skrzyński OST Gdańsk                                                                        | 5,20     |
| Bydgoszcz 2006           | Przemysław Czerwiński MKL Szczecin                                                       | 5,65             | Łukasz Michalski Zawisza Bydgoszcz                                 | 5,10     | Marcin Dróżdż Zawisza Bydgoszcz Krzysztof Skrzyński OST Gdańsk                                        | 5,00     |
| Poznań 2007              | Przemysław Czerwiński MKL Szczecin                                                       | 5,70             | Adam Kolasa KB Sporting Międzyzdroje                               | 5,30     | Mateusz Didenkow KL Gdynia                                                                            | 5,30     |
| Szczecin 2008            | Przemysław Czerwiński MKL Szczecin                                                       | 5,60             | Łukasz Michalski Zawisza Bydgoszcz                                 | 5,50     | Adam Kolasa KB Sporting Międzyzdroje                                                                  | 5,40     |
| Bydgoszcz 2009           | Mateusz Didenkow SKLA Sopot                                                              | 5,50             | Adam Kolasa KB Sporting Międzyzdroje                               | 5,40     | Przemysław Czerwiński MKL Szczecin                                                                    | 5,20     |
| Bielsko-Biała 2010       | Łukasz Michalski Zawisza Bydgoszcz                                                       | 5,80 PB          | Mateusz Didenkow SKLA Sopot                                        | 5,50     | Łukasz Jurga AZS-AWFiS Gdańsk                                                                         | 5,10 SB  |
| Bydgoszcz 2011           | Mateusz Didenkow SKLA Sopot Łukasz Michalski Zawisza Bydgoszcz                           | 5,72 PB 5,72 =SB |                                                                    |          | Paweł Wojciechowski Zawisza Bydgoszcz                                                                 | 5,60     |
| Bielsko-Biała 2012       | Łukasz Michalski Zawisza Bydgoszcz                                                       | 5,60             | Przemysław Czerwiński OSOT Szczecin                                | 5,30     | Mateusz Łoś AZS-AWF Wrocław                                                                           | 5,30     |
| Toruń 2013               | Łukasz Michalski Zawisza Bydgoszcz                                                       | 5,60 SB          | Przemysław Czerwiński OSOT Szczecin                                | 5,55 =SB | Robert Sobera AZS-AWF Wrocław                                                                         | 5,30     |
| Szczecin 2014            | Robert Sobera AZS-AWF Wrocław                                                            | 5,60             | Piotr Lisek OSOT Szczecin Paweł Wojciechowski Zawisza Bydgoszcz    | 5,50     | |          |
| Kraków 2015              | Paweł Wojciechowski Zawisza Bydgoszcz                                                    | 5,70             | Robert Sobera AZS-AWF Wrocław                                      | 5,60     | Piotr Lisek OSOT Szczecin                                                                             | 5,40     |
| Bydgoszcz 2016           | Paweł Wojciechowski Zawisza Bydgoszcz                                                    | 5,40             | Robert Sobera AZS-AWF Wrocław                                      | 5,40     | Karol Pawlik Zawisza Bydgoszcz                                                                        | 5,20     |
| Białystok 2017           | Piotr Lisek OSOT Szczecin                                                                | 5,85 PB          | Paweł Wojciechowski Zawisza Bydgoszcz                              | 5,70     | Mateusz Jerzy AZS-AWF Warszawa                                                                        | 5,40 PB  |
| Lublin 2018              | Paweł Wojciechowski Zawisza Bydgoszcz                                                    | 5,70             | Piotr Lisek OSOT Szczecin                                          | 5,70     | Robert Sobera AZS-AWF Wrocław                                                                         | 5,30     |
| Radom 2019               | Paweł Wojciechowski Zawisza Bydgoszcz                                                    | 5,71             | Robert Sobera AZS-AWF Wrocław                                      | 5,71 SB  | Damian Tomalik AZS-AWF Warszawa                                                                       | 4,80     |
| Włocławek 2020           | Paweł Wojciechowski Zawisza Bydgoszcz                                                    | 5,61 SB          | Robert Sobera KS AZS AWF Wrocław                                   | 5,21     | Sebastian Chmara Zawisza Bydgoszcz                                                                    | 4,80     |
| Poznań 2021              | Piotr Lisek OSOT Szczecin                                                                | 5,80 SB          | Robert Sobera KS AZS AWF Wrocław                                   | 5,70 =SB | Paweł Wojciechowski Zawisza Bydgoszcz                                                                 | 5,70 SB  |
| Suwałki 2022             | Piotr Lisek OSOT Szczecin                                                                | 5,60             | Robert Sobera KS AZS AWF Wrocław                                   | 5,60 =SB | Karol Pawlik Zawisza Bydgoszcz                                                                        | 5,40 SB  |
| Gorzów Wielkopolski 2023 | Robert Sobera KS AZS AWF Wrocław                                                         | 5,61 =SB         | Piotr Lisek OSOT Szczecin                                          | 5,46     | Paweł Wojciechowski CWZS Zawisza Bydgoszcz                                                            | 5,46     |
| Bydgoszcz 2024           | Piotr Lisek OSOT Szczecin                                                                | 5,72             | Robert Sobera KS AZS AWF Wrocław                                   | 5,62     | Paweł Wojciechowski CWZS Zawisza Bydgoszcz                                                            | 5,50     |

## Klasyfikacja medalowa
W historii mistrzostw Polski seniorów na podium tej imprezy stanęło w sumie 93 skoczków. Najwięcej medali – 13 – wywalczył Tadeusz Ślusarski, a najwięcej złotych – 9 – Stefan Adamczak. W tabeli kolorem wyróżniono zawodników, którzy wciąż są czynnymi lekkoatletami.
| Lp. | Zawodnik               | Złoto | Srebro | Brąz | Razem |
| 1.  | Stefan Adamczak        | 9     | 2      | 0    | 11    |
| 2.  | Władysław Kozakiewicz  | 7     | 0      | 2    | 9     |
| 3.  | Adam Kolasa            | 6     | 4      | 1    | 11    |
| 4.  | Antoni Morończyk       | 6     | 2      | 1    | 9     |
| 5.  | Tadeusz Ślusarski      | 5     | 5      | 3    | 13    |
| 6.  | Paweł Wojciechowski    | 5     | 2      | 4    | 11    |
| 7.  | Włodzimierz Sokołowski | 5     | 2      | 0    | 7     |
| 8.  | Piotr Lisek            | 4     | 3      | 1    | 8     |
| 9.  | Krzysztof Kusiak       | 4     | 3      | 0    | 7     |
| 10. | Łukasz Michalski       | 4     | 2      | 0    | 6     |
| 10. | Wilhelm Schneider      | 4     | 2      | 0    | 6     |
| 10. | Zenon Ważny            | 4     | 2      | 0    | 6     |
| 13. | Przemysław Czerwiński  | 3     | 6      | 1    | 10    |
| 14. | Mirosław Chmara        | 3     | 2      | 0    | 5     |
| 15. | Zbigniew Janiszewski   | 3     | 1      | 4    | 8     |
| 16. | Janusz Gronowski       | 3     | 0      | 2    | 5     |
| 17. | Robert Sobera          | 2     | 7      | 2    | 11    |
| 18. | Marian Kolasa          | 2     | 4      | 1    | 7     |
| 19. | Mateusz Didenkow       | 2     | 1      | 1    | 4     |
| 20. | Kazimierz Cybulski     | 2     | 1      | 0    | 3     |
| 20. | Juliusz Kluk           | 2     | 1      | 0    | 3     |
| 22. | Ryszard Kolasa         | 2     | 0      | 2    | 4     |
| 22. | Andrzej Krzesiński     | 1     | 6      | 3    | 10    |
| 24. | Wojciech Buciarski     | 1     | 3      | 0    | 4     |
| 24. | Antoni Rzepka          | 1     | 3      | 0    | 4     |
| 26. | Edward Adamczyk        | 1     | 2      | 1    | 4     |
| 27. | Bogusław Kopkowski     | 1     | 2      | 0    | 3     |
| 27. | Waldemar Węcek         | 1     | 2      | 0    | 3     |
| 29. | Mariusz Klimczyk       | 1     | 1      | 4    | 6     |
| 30. | Ryszard Groman         | 1     | 1      | 1    | 3     |
| 30. | Przemysław Gurin       | 1     | 1      | 1    | 3     |
| 32. | Leszek Pawłowski       | 1     | 1      | 0    | 2     |
| 33. | Władysław Klemczak     | 1     | 0      | 2    | 3     |
| 34. | Leszek Butscher        | 1     | 0      | 0    | 1     |
| 34. | Zbigniew Matyka        | 1     | 0      | 0    | 1     |
| 34. | Sławomir Nowak         | 1     | 0      | 0    | 1     |
| 34. | Paweł Szczyrba         | 1     | 0      | 0    | 1     |
| 38. | Walerian Mucha         | 0     | 4      | 1    | 5     |
| 39. | Stefan Majtkowski      | 0     | 2      | 5    | 7     |
| 40. | Marian Małecki         | 0     | 2      | 2    | 4     |
| 41. | Andrzej Gawenda        | 0     | 2      | 1    | 3     |
| 41. | Jan Wieczorek          | 0     | 2      | 1    | 3     |
| 43. | Tadeusz Olszewski      | 0     | 1      | 2    | 3     |
| 44. | Wojciech Dakiniewicz   | 0     | 1      | 1    | 2     |
| 44. | Ryszard Kester         | 0     | 1      | 1    | 2     |
| 44. | Włodzimierz Osiński    | 0     | 1      | 1    | 2     |
| 44. | Krzysztof Piątkowski   | 0     | 1      | 1    | 2     |
| 44. | Zbigniew Radzikowski   | 0     | 1      | 1    | 2     |
| 49. | Zygmunt Dobrosz        | 0     | 1      | 0    | 1     |
| 49. | Jan Miazga             | 0     | 1      | 0    | 1     |
| 49. | Eugeniusz Miklas       | 0     | 1      | 0    | 1     |
| 49. | Tomasz Pieńkowski      | 0     | 1      | 0    | 1     |
| 49. | Bogdan Szelągowicz     | 0     | 1      | 0    | 1     |
| 49. | Radosław Topolewski    | 0     | 1      | 0    | 1     |
| 49. | Piotr Wejman           | 0     | 1      | 0    | 1     |
| 56. | Mateusz Brzostek       | 0     | 0      | 3    | 3     |
| 56. | Stanisław Zakrzewski   | 0     | 0      | 3    | 3     |
| 58. | Bogdan Markowski       | 0     | 0      | 2    | 2     |
| 58. | Karol Pawlik           | 0     | 0      | 2    | 2     |
| 58. | Krzysztof Skrzyński    | 0     | 0      | 2    | 2     |
| 58. | Jakub Szymczak         | 0     | 0      | 2    | 2     |
| 58. | Jacek Włuka            | 0     | 0      | 2    | 2     |
| 63. | Stanisław Borodziuk    | 0     | 0      | 1    | 1     |
| 63. | Bogdan Byner           | 0     | 0      | 1    | 1     |
| 63. | Piotr Cesarek          | 0     | 0      | 1    | 1     |
| 63. | Sebastian Chmara       | 0     | 0      | 1    | 1     |
| 63. | Sebastian Chmara jr    | 0     | 0      | 1    | 1     |
| 63. | Marcin Dróżdż          | 0     | 0      | 1    | 1     |
| 63. | Rafał Erdmański        | 0     | 0      | 1    | 1     |
| 63. | Wojciech Głuchowski    | 0     | 0      | 1    | 1     |
| 63. | Paweł Iwiński          | 0     | 0      | 1    | 1     |
| 63. | Mateusz Jerzy          | 0     | 0      | 1    | 1     |
| 63. | Łukasz Jurga           | 0     | 0      | 1    | 1     |
| 63. | Zbigniew Kępka         | 0     | 0      | 1    | 1     |
| 63. | Henryk Konarzewski     | 0     | 0      | 1    | 1     |
| 63. | Edward Kozakiewicz     | 0     | 0      | 1    | 1     |
| 63. | Wacław Kuchar          | 0     | 0      | 1    | 1     |
| 63. | Tomasz Leszczyński     | 0     | 0      | 1    | 1     |
| 63. | Józef Lichtblau        | 0     | 0      | 1    | 1     |
| 63. | Mateusz Łoś            | 0     | 0      | 1    | 1     |
| 63. | Piotr Masłowski        | 0     | 0      | 1    | 1     |
| 63. | Romuald Murawski       | 0     | 0      | 1    | 1     |
| 63. | Daniel Nowocin         | 0     | 0      | 1    | 1     |
| 63. | Jerzy Pławczyk         | 0     | 0      | 1    | 1     |
| 63. | Andrzej Ptak           | 0     | 0      | 1    | 1     |
| 63. | Henryk Roman           | 0     | 0      | 1    | 1     |
| 63. | Wacław Rusecki         | 0     | 0      | 1    | 1     |
| 63. | Herbert Szendzielorz   | 0     | 0      | 1    | 1     |
| 63. | Wiesław Szkolnicki     | 0     | 0      | 1    | 1     |
| 63. | Damian Tomalik         | 0     | 0      | 1    | 1     |
| 63. | Ryszard Tomaszewski    | 0     | 0      | 1    | 1     |
| 63. | Jan Wojciechowski      | 0     | 0      | 1    | 1     |
| 63. | Jerzy Zaglaniczny      | 0     | 0      | 1    | 1     |